# Аспа, Марио
Марио Аспа (итал. Mario Aspa; 18 октября 1795 года, Мессина, Сицилийское королевство — 14 декабря 1868 года, Мессина, Итальянское королевство) — итальянский композитор и музыкальный педагог, отец композиторов Розарио Аспа и Саро Аспа.

## Биография
Марио Аспа родился 18 октября 1795 года в Мессине, в королевстве Сицилия в семье Розарио Аспа и Розы Аспа-Писпичья. Музыкальное дарование проявилось в нём в раннем возрасте. Самостоятельно научился играть на клавесине и органе. Родители хотели, чтобы он посвятил себя церковной карьере, но он оставил семинарию и женился на Джузеппе Ла-Роза, девушке из деревни Сан-Стефано.
Продолжил музыкальное образование у Леттерио Иблы, известного преподавателя контрапункта. В 1819—1820 годах дебютировал как композитор, сочинив ряд ораторий и кантат, а также оперу-сериа «Юность Генриха V» (итал. La gioventù di Enrico V), премьера которой состоялась на сцене театра Ла-Муницьоне в Мессине. Успех, который сочинения имели у публики, побудил его переехать в Неаполь и продолжить музыкальное образование в Неаполитанской консерватории у Николо Дзингарелли.
По завершении образования поступил на место преподавателя контрапункта и композиции в королевский музыкальный колледж Сан-Пьетро-а-Майелла в Неаполе. В 1829 году состоялась успешная премьера его двухактной оперы-сериа «Осада Арольте» (итал. L'assedio di Arolte). Заметив талант молодого композитора, театральный импресарио Доменико Барбайя предложил ему место директора королевских театров Сан-Карло и Фондо. За время работы на этой должности с 1830 по 1850 год композитор подружился с Винченцо Беллини, Джоаккино Россини, Гаэтано Доницетти и Саверио Меркаданте.
В 1838 году балетмейстер Сальваторе Тальони использовал музыку композитора для своего балета «Фауст» — спектакль, поставленный в театре Сан-Карло, был запрещён после второго представления.
В 1843 году на сцене театра Метастазио состоялась премьера его самой известной оперы «Паоло и Вирджиния» (итал. Paolo e Virginia) по либретто Якопо Феррети, которая имела оглушительный успех у публики и критики. Опера шла пятнадцать вечеров подряд и всегда при полном зале с овациями. Зрители с факелами провожали композитора до дома. Вскоре после этого Марио Аспа стал членом Академии святой Цецилии в Риме.
В 1848 году ему пришлось подать в отставку с места директора королевских театров и уйти из королевского колледжа из-за того, что его родственники со стороны отца и матери поддержали революцию в королевстве Неаполя. Сам Марио Аспа также придерживался либеральных взглядов и был ирредентистом. В это время подвергся бомбардировке родной город композитора. После подавления революции в Неаполе он столкнулся с враждебным к себе отношением. Когда во время эпидемии холеры умерли две его дочери, Марио Аспа принял решение вернуться в Мессину, где был принят на место капельмейстера кафедрального собора и продолжил педагогическую деятельность, преподавая вокал.
Марио Аспа умер в Мессине 14 декабря 1868 года.

## Творческое наследие
Творческое наследие композитора включает 42 оперы, балеты, оратории, кантаты, романсы и сочинения камерной музыки.